# Roncevaux Terra
Pour les articles homonymes, voir Roncevaux (homonymie).

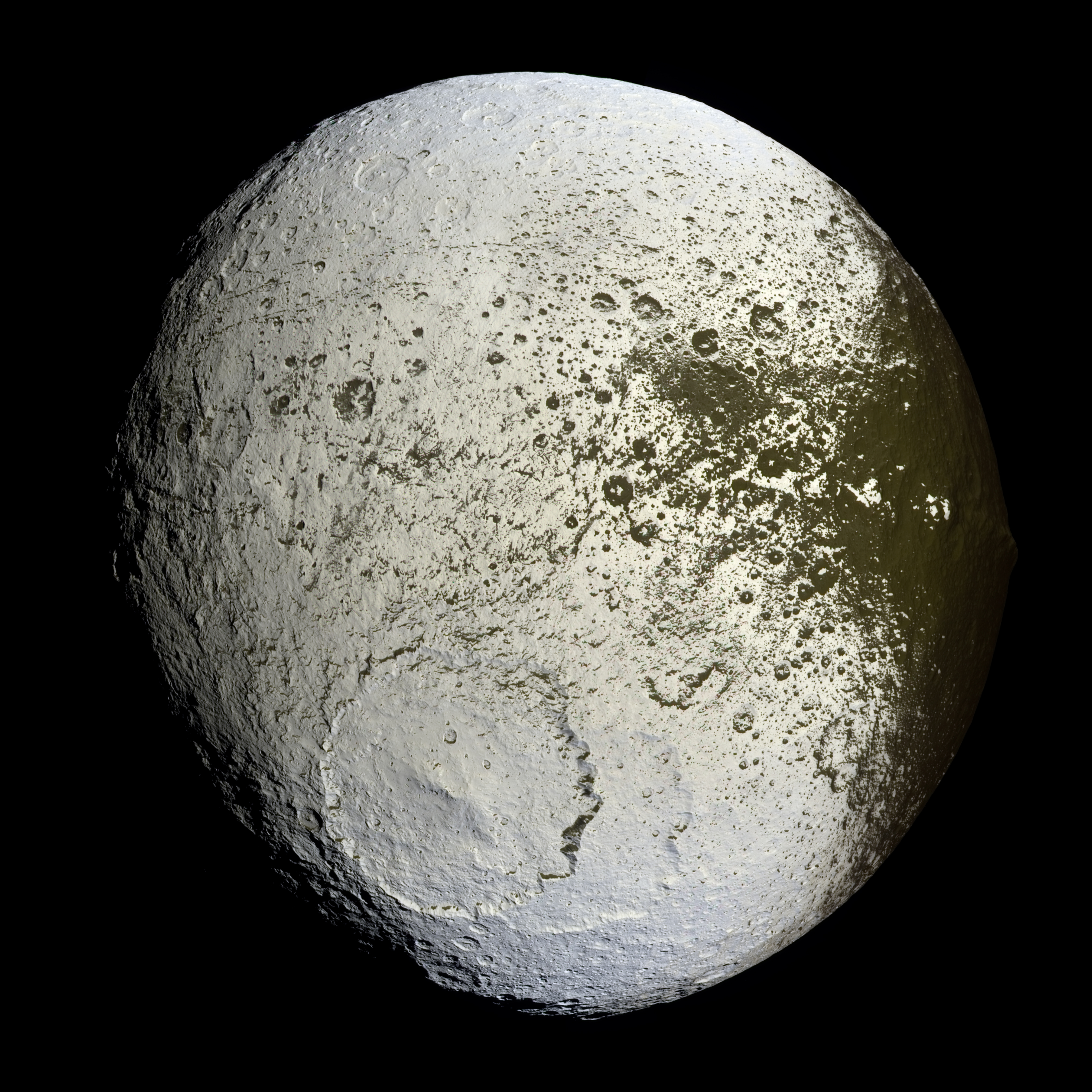
Roncevaux Terra (d'en haut), photographié par la sonde Cassini ; une partie de Cassini Regio est également visible sur la droite.

Roncevaux Terra est une zone fortement réfléchissante qui couvre la moitié nord de la brillante Japet, satellite naturel de Saturne. La moitié sud du même hémisphère de Japet est appelé Saragossa Terra.

## Nom
La région porte le nom de la bataille de Roncevaux, qui apparait dans la Chanson de Roland, chanson de geste de la littérature médiévale française qui fournit l'origine de la quasi-totalité des toponymes de Japet. En nomenclature planétaire, une terra désigne une grande zone planétaire.

## Nature
L'autre moitié de Japet, Cassini Regio, est extrêmement sombre. On pense que Roncevaux Terra est formée par la surface nue de Japet, tandis que Cassini Regio est formée d'une matière qui y a recouvert la glace, ou d'un résidu de sublimation de cette glace.